# Dog Key Island

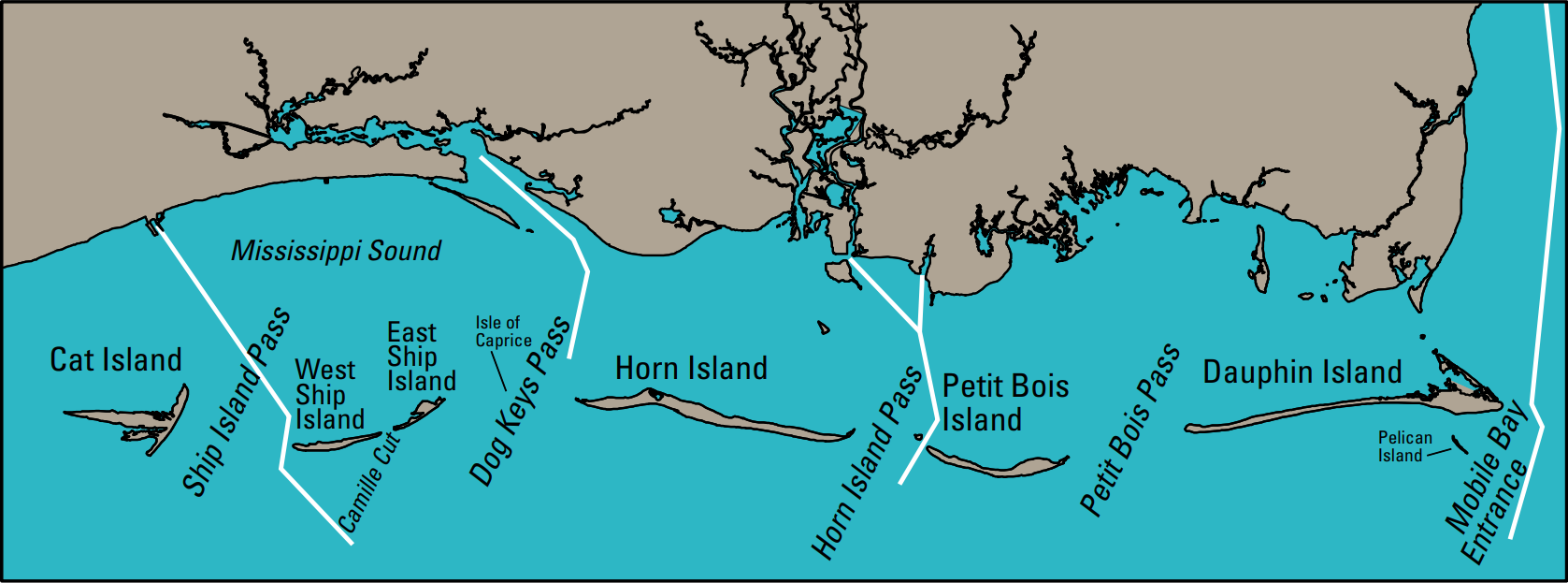

Dog Key Island est une éphémère île barrière le long de la côte du Mississippi, dans le golfe du Mexique. Désormais submergée sous quelques mètres d’eau, elle a apparu et disparu à plusieurs reprises depuis le milieu du XIXe siècle.

## Histoire
L’état du Mississippi sur le golfe du Mexique est bordé d’un chapelet d’îles allongées, parallèle à la côte, dites îles-barrières. Parmi elles, Dog Key Island est représentée sur les cartes à partir de 1847, puis disparait en 1859. Le même phénomène s’est produit depuis à plusieurs reprises.
En 1920, l’île existe à nouveau. Elle mesure près de 5 kilomètres de long, et sa surface est de 200 hectares, elle est pratiquée par les pêcheurs qui profitent de ses sources artésiennes. Des contrebandiers y installent une distillerie clandestine, puis trois hommes d’affaires de la ville voisine de Biloxi en font l’acquisition et y édifient un complexe de loisir, inauguré le 30 mai 1926 : on y trouve un hôtel, un casino, un dancing, une plage aménagée, etc. Pour des raisons d’image, les propriétaires rebaptisent l’île « Caprice Island » et en font la promotion dans l’ensemble des Etats-Unis. Sa distance au continent fait que l’alcool peut légalement y couler à flots, malgré la prohibition : elle est en effet située une vingtaine de kilomètres au delà de la limite d'application de la juridiction américaine. Le complexe rencontre un succès immédiat : on s’y presse de tout le pays pendant l’été qui suit. Quatre bateaux navettes emmènent deux fois par jour 150 à 200 passagers depuis Biloxi. On surnomme l’île la « Monte Carlo du Sud ».
On y organise des excursions en bateau, des séances de pêche, et même une épreuve de natation dont le premier vainqueur, en 1927, atteint l’île depuis Biloxi en près de six heures. 
Mais peu après, des tempêtes érodent la pointe orientale de l’île, et un ouragan scinde même l’île en deux. A ces événements naturels s’ajoute la Grande Dépression, qui fragilise l’entreprise, et un incendie accidentel provoqué par des campeurs qui détruit en 1931 plusieurs bâtiments. Le complexe de loisir est abandonné.
En 1932, l’île est engloutie. N’en subsiste plus pendant quelques années que l’extrémité du tuyau d’un puits artésien. Les héritiers des propriétaires continuent pourtant au début du XXIe siècle à payer les taxes foncières, afin de conserver leurs droits si Dog Key venait à refaire surface.
En 2011, quelques mètres d’eau la submergent toujours, et deux chenaux bordent ses hauts fonds, nommés « Little Dog Keys » et « Dog Keys ». 